# Gjon Kastrioti
Gjon Kastrioti (?-1437) was een Albanese edelman uit het adellijk geslacht Kastrioti. Hij heerste met de titel landsheer over het vorstendom Kastrioti en was commandant in de eerste reeks van de Albanese rebellie tegen het Ottomaanse Rijk, later zou hij echter als vazal fungeren van sultan Bayezid I. Gjon Kastrioti was de vader van Skanderbeg.

## Biografie
Gjon Kastrioti werd geboren als zoon van Pal Kastrioti, een Albanese edelman uit het district Mat. Gjon zijn broers waren Aleksandër en Konstantin II. Nadat Pal Kastrioti de heerschappijen over twee dorpen van zijn vader Konstantin Kastrioti-Mazreku erfde, ontstond in 1389 staatsvorming van het vorstendom Kastrioti in centraal-Albanië. Pal Kastrioti regeerde onder de titel landsheer van Mat. Na de dood van Pal Kastrioti in 1407 volgde zijn oudste zoon Gjon Kastrioti de heerschappijen op. In die periode werd Albanië omringd door door het Republiek Venetië, het Ottomaanse Rijk en het Despotaat Servië. 
Gjon Kastrioti kwam, mede door zijn goede relatie met Venetië, aanvankelijk in opstand tegen het Ottomaanse Rijk. Maar werd vrij snel een vazal van de Ottomaanse sultan Bayezid I, Gjon Kastrioti vocht hierdoor mee in de Slag bij Ankara. In die periode was Gjon Kastrioti ook bondgenoot van de Ottomaanse vazal Stefan Lazarević, een Servische despoot die hij steunde om de stad Shkodër te veroveren. 
Na de dood van Bayezid I verzwakte het Ottomaanse Rijk enige tijd en breidde Gjon Kastrioti zijn vorstendom in Albanië steeds verder uit. Hij probeerde een alliantie te vormen met Venetië, die de kust van Albanië in handen hadden. Deze beslissing kwam Gjon Kastrioti echter duur te staan, aangezien Venetië ondanks de dood van de sultan geen oorlog wilde met het Ottomaanse Rijk. Gjon Kastrioti zocht hierna opnieuw steun bij de Ottomanen, echter als bewijs van loyaliteit naar de sultan toe, moest Gjon Kastrioti zich naar de islam bekeren en zijn zoons Gjergj en Stanisha aan de sultan afstaan, beiden zouden sindsdien dienen in het Ottomaanse leger.
In mei 1437 stierf Gjon Kastrioti. Zijn zoon Gjergj, ook Skanderbeg genoemd, verliet in 1444 het Ottomaanse leger om Albanië te bevrijden van de Ottomaanse bezetting. Skanderbeg stichtte de Liga van Lezhë, een alliantie van alle Albanese prinsen, en kroonde zichzelf tot heerser van Albanië. Gedurende de Albanees-Ottomaanse Oorlog won hij 24 van de 25 veldslagen.

## Nageslacht
Gjon Kastrioti huwde met adelvrouw Vojsava Tripalda, uit dat huwelijk kregen zij negen kinderen:
- Reposh
- Stanisha
- Konstantin III
- Gjergj
- Mara
- Jelena
- Mamica
- Angjelina
- Vlajka